# Scybalophagus patagonicus
Scybalophagus patagonicus е вид бръмбар от семейство Листороги бръмбари (Scarabaeidae). Видът не е застрашен от изчезване.

## Разпространение
Разпространен е в Аржентина (Неукен, Рио Негро, Санта Крус и Чубут).